# Dichromia mutilata
Dichromia mutilata är en fjärilsart som beskrevs av Embrik Strand 1909. Dichromia mutilata ingår i släktet Dichromia och familjen nattflyn. Inga underarter finns listade i Catalogue of Life.